# Musée de la ville du palazzo San Sebastiano
Le musée de la ville du Palazzo San Sebastiano (Museo della città di palazzo San Sebastiano) est un musée de Mantoue situé dans le palais homonyme du XVIe siècle qui appartient à la municipalité. Il a été inauguré le 19 mars 2005. 

## Le Palazzo San Sebastiano
Le palais a été construit entre  1506  et  1508 par le marquis Francesco II Gonzague dont ce fut la résidence préférée. Gerolamo Arcari et Bernardino Ghisolfo en sont les maîtres d'œuvre. Ils confièrent la décoration de l'intérieur à des peintres dont Lorenzo Leonbruno, Matteo et Lorenzo Costa il Vecchio. Dans le hall supérieur, les neuf peintures de Mantegna représentant les triomphes de César, sont aujourd'hui conservées au château de Hampton Court, près de Londres. 
Dès le décès de  Francesco II Gonzague, même s'il demeurait une noble demeure, le palais perdit son rôle privilégié : les meubles et les peintures les plus précieux furent transférés dans d'autres lieux et la résidence fut utilisée par des branches latérales de la famille Gonzague, telles que les Gonzague de Novellara, Gazzuolo et Castiglione delle Stiviere. C'est dans ce palais que le futur Louis de Gonzague a cédé ses droits de primogéniture à son frère Rodolfo. Le palais fut ensuite oublié jusqu'au milieu du XVIIIe siècle, lorsque le gouvernement autrichien l'utilisa comme entrepôt et caserne. Cet usage a accéléré sa dégradation, les décorations murales disparurent presque totalement. Même la structure originale fut lourdement altérée, en particulier lorsque, en 1883, le palais fut utilisé comme lazaret. D'autres rénovations ont eu lieu au XXe siècle quand le bâtiment abrita des bains publics, des cures d'héliothérapies, des écoles, des dépôts et des clubs de loisirs. 
Il fut repris par la municipalité à partir de  1999  dans le but de le restaurer autant que possible, en lui redonnant son aspect d'origine et en récupérant au moins une partie des décorations murales intérieures et extérieures. La restauration a permis de recouvrer de précieux fragments des fresques qui ornaient le palais extérieurement et qui sont typiques des bâtiments de Mantoue de la seconde moitié du XVe siècle. Les restaurations ont pris fin en  2003. Le public a depuis accès à la Loggia dei Marmi et aux cycles de fresques dans la Camera del Crogiuolo, la Camera delle Frecce et la Camera del Sole. 
Les tremblements de terre d'Émilie de 2012 ont endommagé certaines salles du palais.

## Le musée
Dans le musée de la ville, est exposée une partie des œuvres appartenant aux collections civiques qui constituaient au XIXe siècle le Musée patriotique. Les moments les plus emblématiques de l’histoire de Mantoue y sont présentés, ainsi que le remarquable apport artistique de la ville. Il comporte sept sections thématiques : 
- La ville et l'eau - Rez-de-chaussée, Loggia dei marmi
- Emblèmes nobilaires - Rez-de-chaussée, salle Porcupine et Sala del Crogiolo
- La ville du prince - Premier étage, salle des triomphes
- Le culte de l'ancien - Premier étage, Camera de 'Brevi
- La renaissance de l'ancienne Mantoue, presque romaine - Premier étage, Sala delle Frecce
- Les « Triomphes de César » de Andrea Mantegna - Premier étage, hall est
- Exemples de peintures à Mantoue entre les XVe et XVIe siècles - Deuxième étage, galerie supérieure

### Section Risorgimento
Le Musée du Risorgimento de Mantoue a été inauguré le 3 mars 1903 à l’occasion du cinquantième anniversaire du martyre de Belfiore. Après avoir été dans divers lieux et connues de nombreuses vicissitudes, en 2005 les collections du Musée du Risorgimento ont été officiellement fusionnées avec le nouveau musée de la ville du Palazzo San Sebastiano. 
La datation des découvertes couvre une période comprise entre l’époque napoléonienne et la troisième guerre d’indépendance, à la suite de laquelle Mantoue a rejoint le royaume d’Italie. Une attention particulière est accordée aux souvenirs et aux événements locaux.  Le musée comprend cinq sections : la période napoléonienne, la restauration et les soulèvements de 1848, le complot de Belfiore et enfin les années allant de la deuxième à la troisième guerre d'indépendance. Les collections comprennent des uniformes militaires, des armes, des journaux, des affiches, des peintures et des estampes. 

## Œuvres
- L'Opportunité et la Pénitence, école d'Andrea Mantegna (vers 1500).
- Vierge à l'Enfant et aux saints Jérôme, Albert, Ange et Pierre, Antonio da Pavia,  huile sur toile (1500).
- Buste de Francesco II Gonzaga, terre cuite (vers 1498-1500), attribué à Giovanni Cristoforo Romano[3].